# Cabeça dos Tarrafes
Cabeça dos Tarrafes est un village du Cap-Vert dans l'île de Boa Vista.

## Géographie
Situé à quelques kilomètres de Fundo de Figueiras, il est le dernier village à l'est de l'île. La route principale s’arrête ici et les pistes plus au sud sont pratiquement impraticables.